# Quarter de Valls
El Quarter de Valls és un monument del municipi de Valls (Alt Camp) protegit com a bé cultural d'interès local.

## Descripció
La tipologia del Quarter respon a les característiques comunes que aquest gènere de construccions va adoptar en el segle xviii (cas, per exemple, de Reus i Barcelona): planta quadrada amb un pati central, planta baixa i pis, ocupa interiorment per una galeria que dona al pati. La planta baixa es destinava a la infanteria i el primer pis a la cavalleria. La teulada presenta lluernes en forma de balcó, iguals a les d'un sotabanc. De l'edifici, bastit en pedra, quedaren sense construir els dos cossos laterals. L'actual edifici, molt modificat, presenta una façana de composició horitzontal formada per cos central, on se situa la porta d'entrada, dos cossos, més elevats, en els angles, i dos panys que unifiquen el conjunt.

## Història
El terreny del Quarter havia pertanyut al Priorat del Lledó. Arran de la desfeta del 1714, els Ajuntaments de totes les poblacions on hi havia destacaments de tropes estaven obligats a allotjar-les. Els 2.9.1749 una Reial Ordre del Govern Central ordenà la construcció de casernes en les poblacions de certa importància, entre els quals es comptava Valls. L'edifici va ser aixecat per la Vila i construït cap a mitjans del s. XVIII sota la direcció d'enginyers militars. En temps de Carles III, aproximadament del 1780 al 1790, van interrompre's les obres. A partir del 1941 s'hi hostatjà l'Escola del Treball, i des de l'any 1945, la revista Cultura hi té la seva redacció. L'any 1957 l'edifici va ser adaptat com a Institut de Batxillerat.